# Argyresthia perezi
Argyresthia perezi is een vlinder uit de familie pedaalmotten (Argyrethiidae). De wetenschappelijke naam is voor het eerst geldig gepubliceerd in 2001 door Vives.
De soort komt voor in Europa.